# 马里亚诺科门塞
马里亚诺科门塞（義大利語：Mariano Comense），是意大利科莫省的一个市镇。总面积13.72平方公里，人口23651人，人口密度1723.8人/平方公里（2009年）。ISTAT代码为013143。